# Axel Alfredsson
Pour les articles homonymes, voir Alfredsson.
Axel Alfredsson, né le 2 mai 1902 à Helsingborg et mort le 9 août 1966 à Nacka, est un footballeur international suédois. Il évoluait au poste de défenseur.

## Biographie

### En club
Axel Alfredsson est joueur du Helsingborgs IF de 1920 à 1929,.
Il est sacré Champion de Suède en 1929 avec Helsingborgs.
Il devient joueur de l'AIK Fotboll en 1929. Il est à nouveau champion national en 1932 avec cette équipe.
Après une dernière saison en 1934-1935 avec l'AIK, il raccroche les crampons.

### En équipe nationale
International suédois, Axel Alfredsson dispute 31 matchs sans aucun but inscrit en équipe nationale suédoise de 1921 à 1930,.
Il dispute ses premiers matchs en sélection lors des Jeux olympiques de 1924 : il est titulaire lors de quatre matchs durant le tournoi.
Son dernier match en sélection a lieu le 16 mai 1932 contre la Finlande en amical (victoire 7-1 à Stockholm).

## Palmarès
| \| Helsingborgs IF - Championnat de Suède (1) : - Champion : 1928-29. AIK Fotboll - Championnat de Suède (1) : - Champion : 1931-32. \| |  | Suède - Jeux olympiques : - Bronze : 1924. |
| Helsingborgs IF - Championnat de Suède (1) : - Champion : 1928-29. AIK Fotboll - Championnat de Suède (1) : - Champion : 1931-32.       |  |                                            |